# Pedro Paulo de Figuereido da Cunha e Melo
Pedro Paulo de Figuereido da Cunha e Melo, portugalski rimskokatoliški duhovnik, škof in kardinal, * 18. junij 1770, Taveiro, † 31. december 1855.

## Življenjepis
3. aprila 1843 je bil imenovan za nadškofa Brage in 10. aprila istega leta je prejel škofovsko posvečenje.
30. septembra 1850 je bil povzdignjen v kardinala.